# Karel Vepřek
Karel Vepřek (* 19. září 1961 Praha) je český folkový písničkář. Vydává své vlastní písně a zhudebněné básně (např. Jiřího Ortena, Jana Zábrany, Bohuslava Reynka nebo Pavla Kolmačky). Spolupracuje s René Pařezem. Hrával ve skupině Pozdravpámbu Svatopluka Karáska, na albu Halelujá (1999) této skupiny vyšla i píseň Jsi moře, Vepřekem zhudebněný a nazpívaný text Pavla Kolmačky (nahrál ji sám již na demo Sestřičko, nezavírej vrátka). Je kapelníkem skupin Chudák paní Popelková a Lyrika Putika, které ho občas doprovází. Sám hraje na kytaru a heligonku.
K historii skupiny Chudák paní Popelková sám Vepřek uvádí zkušenosti ze začátků této kapely, kdy zkoušeli v soukromém bytě a název vznikl s poukazem na sousedku, která musela zkoušky poslouchat.
Absolvoval gymnázium. Za totality pracoval v dělnických profesích, nyní je redaktorem Českého rozhlasu. Zde připravoval pořad Hovory o víře, v němž formou rozhovoru s duchovními i laickými věřícími představoval různá náboženství a náboženské společnosti v Česku.

## Sólová diskografie
- Sestřičko, nezavírej vrátka, 1999, demo
- Blázen jsem ve své vsi, 2000, demo
- Píseň sen, 2000, demo
- Nebe dokořán, 2001, Indies Records
- Artinodhás, 2004, Indies Records
- Želví sny, 2006, Indies Happy Trails
- Najdem den, 2010, Indies Happy Trails
- Blázen jsem ve své vsi, 2018
- První box a Druhý box, 2021 – dva souběžně vydané 4CD boxy, celkem 8CD
- Písně ze dvora krále Magora, 2024